# ماي كويستل
ماي كويستل (بالإنجليزية: Mae Questel)‏ هي ممثلة أمريكية، ولدت في 13 سبتمبر 1908 بذا برونكس في الولايات المتحدة، وتوفيت في 4 يناير 1998 بنيويورك في الولايات المتحدة بسبب مرض آلزهايمر.

## أعمال

### أفلام
- (1936) باباي البحار يلتقي بسندباد البحري
- (1936) زيجفيلد العظيم
- (1968) الفتاة المرحة[3]
- (1988) من ورط الأرنب روجر

## وصلات خارجية
- ماي كويستل على موقع IMDb (الإنجليزية)
- ماي كويستل على موقع ألو سيني (الفرنسية)
- ماي كويستل على موقع تيرنر كلاسيك موفيز (الإنجليزية)
- ماي كويستل على موقع أول موفي (الإنجليزية)
- ماي كويستل على موقع قاعدة بيانات برودواي على الإنترنت (الإنجليزية)
- ماي كويستل على موقع قاعدة بيانات الأفلام السويدية (السويدية)
- ماي كويستل على موقع قاعدة بيانات الفيلم (الإنجليزية)
- ماي كويستل على موقع كينوبويسك (الروسية)